# لشکر پنجاه و یکم هایلند
لشکر ۵۱ هایلند (انگلیسی: 51st) لشکر پیاده‌نظام زیرمجموعه نیروی زمینی بریتانیا بود، که در سال ۱۹۰۸ تأسیس شد و در سال ۱۹۶۸ منحل گردید.